# Azospermie
Azospermie (správněji azoospermie) je stav označující nedostatek až nepřítomnost živých spermií v semenu. Termín pochází z řečtiny.

## Příčiny a následky
Azospermie může být způsobena mnoha faktory, ale nejznámější je pravděpodobně Klinefelterův syndrom. Jedinec trpící azospermií je neplodný, ovšem je možné využít metod asistované reprodukce (IVF nebo GIFT).